# Иуда Искариот
Иу́да Искарио́т (Иу́да Искарио́тский, Иу́да сын Си́мона; сир. ܝܗܘܕܐ ܒܪ ܫܡܥܘܢ ܐܣܩܪܝܘܛܐ, др.-греч. ιουδας σιμωνος ισκαριωτης, лат. Iudas Simonis Iscariotæ) в христианстве — один из двенадцати апостолов, учеников Иисуса Христа; единственный выходец из Иудеи среди двенадцати апостолов, остальные были из Галилеи.
Согласно Евангелию от Иоанна, был габбаем (казначеем) их общины, ему был вверен ящик, в который опускались пожертвования. По словам Иоанна, пользуясь должностью, Иуда подворовывал. На последней трапезе Иисус ему подал, обмакнув, кусок хлеба и сказал: «что делаешь, делай скорее», после чего Иуда вышел и предал его, выдав первосвященникам за 30 сребреников. Загадка его перехода от апостольства к предательству — сюжет многочисленных богословских и художественных произведений.

## Этимология
Иуда (Йехуда) — восхваление Господа, «хвала или прославленный».
Искариот (ивр. אִישׁ־קְרִיּוֹת‎, иш-кериййот) — прозвище с неясной этимологией:
1. «человек из Кариота», по месту своего рождения в г. Кариоте (Кариофе)[7][8][9] — возможно, тождественен городу Кариот в Иудее[10], в связи с чем существует точка зрения, согласно которой Иуда Искариот принадлежал к колену Иуды и был единственным учеником Иисуса из этого колена, остальные ученики были евреями из Галилеи[11].
2. поскольку слово «кериййот» имеет значение пригород, то «Иш-Кериййот» дословно переводится как «житель пригорода» (ивр. אִישׁ‎ — человек, муж; ивр. קְרִיּוֹת‎ — с окраины города, слободы[12]), что весьма вероятно, поскольку Иерусалим в те времена был довольно большим городом, и возле него было много маленьких селений, которые и назывались «крайот»[13] (ср. «Кирьят» в названии городов современного Израиля).
3. из арам. иш кария «лживый», или от корня др.-греч. σκαρ равного евр.-арамейск. sqr «красить» (Искариот — «красильщик»)[10][14].
4. искажённое др.-греч. σικάριος («сикарий»; «вооружённый кинжалом», «убийца»), как иногда называли зелотов — участников освободительной борьбы против римского владычества в Иудее[15].
5. от глагола saqar/seqar и существительного ot, буквально «видевший знамение». Подобное словосочетание встречается в Евангелии от Иоанна (др.-греч. ἑθεώρουν τὰ σημεῖα) в отношении тех, кто пошёл за Иисусом[16].

Прозвище «Искариот» в среде апостолов Иуда получил для отличия от другого ученика Христа, Иуды, сына Иаковлева, прозванного Фаддеем.
Из евангелистов только Иоанн называет четырежды Иуду Симоновым. Иоанн прямо не называет апостола сыном Симона, а значит, Симон мог являться Иуде и старшим братом, если отец Искариота преждевременно умер.

## Новозаветная история
Ученик Иисуса
После того, как Иисус Христос призвал двенадцать учеников, «Он дал им власть над нечистыми духами, чтобы изгонять их и врачевать всякую болезнь и всякую немощь» (Мф. 10:1). Вместе с Симоном Кананитом Иуда Искариот составляет последнюю пару среди 12 апостолов (Мф. 10:4).
В Вифании
Иуда Искариот присутствовал в Вифании во время помазания Иисуса миром, которое в Евангелиях описано по-разному:
1) «в доме Симона прокажённого приступила к Нему женщина с алавастровым сосудом мира драгоценного и возливала Ему возлежащему на голову. Увидев это, ученики Его вознегодовали и говорили: к чему такая трата? Ибо можно было бы продать это миро за большую цену и дать нищим» (Мф. 26:6—8);
2) за шесть дней до Пасхи в доме Марфы и Марии, сестры Лазаря, когда Мария, «взяв фунт нардового чистого драгоценного мира, помазала ноги Иисуса и отёрла волосами своими ноги Его; и дом наполнился благоуханием от мира», тогда ученик Иуда сказал: «Для чего бы не продать это миро за триста динариев и не раздать нищим?» (Ин. 12:1—5).
Предательство
Среди апостолов Иуда заведовал их деньгами, а затем предал Иисуса Христа за 30 сребреников.
Смерть
После того, как Иисус Христос был приговорён к распятию, Иуда раскаялся и возвратил 30 сребреников первосвященникам и старейшинам, говоря: «Согрешил я, предав кровь невинную». Они же сказали ему: «Что нам до того?» (Мф. 27:4) И бросив серебреники в Храме, Иуда пошёл и удавился (Мф. 27:5).
Замена Иуды новым апостолом
После предательства и самоубийства Иуды Искариота ученики Иисуса решили выбрать нового апостола на место Иуды, — на собрании «человек около ста двадцати» (Деян. 1:2). С таким условием, чтобы был «один из тех, которые находились с нами во всё время, когда пребывал и обращался с нами Господь Иисус, начиная от крещения Иоаннова до того дня, в который Он вознёсся от нас, был вместе с нами свидетелем воскресения Его» (Деян. 1:21). Они выбрали двух кандидатов: «Иосифа, называемого Варсавою, который прозван Иустом, и Матфия» (Деян. 1:23) и помолившись Богу, чтобы Он указал, кого сделать апостолом, бросили жребий. Жребий выпал Матфию, и он был «сопричислен к одиннадцати Апостолам» (Деян. 1:26).

## Имя нарицательное

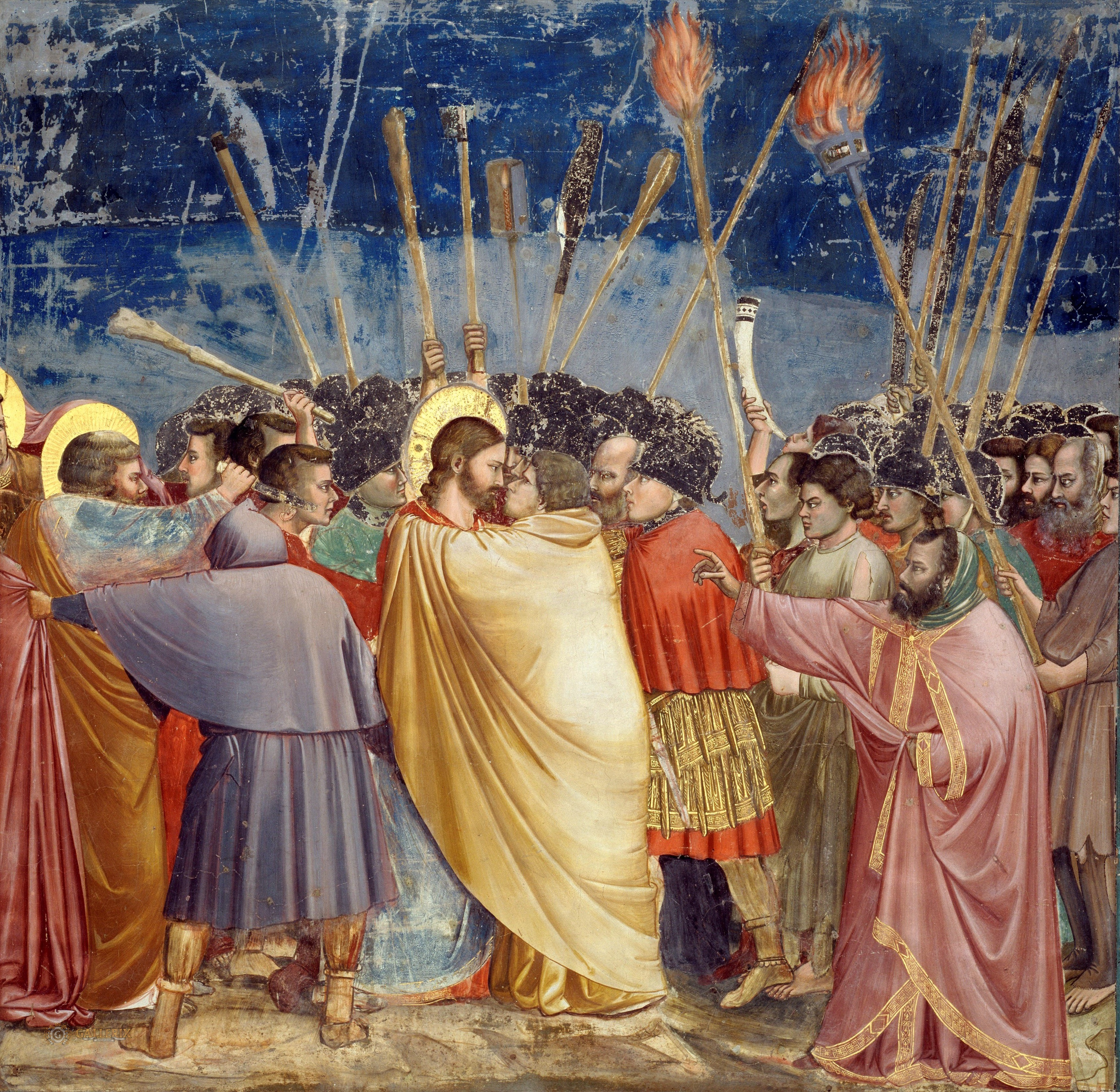
Поцелуй Иуды (Джотто, Капелла Скровеньи, между 1304 и 1306 годами)

Имя Иуды стало нарицательным для обозначения предательства. По легенде за предательство Иуде заплатили тридцать сребреников (сравнимо со стоимостью раба в то время), которые также часто используются как символ награды предателя. «Поцелуй Иуды» стал идиомой, обозначающей высшую степень коварства.
По описанию Иоанна Златоуста, Иуда, как и другие апостолы, совершал знамения, изгонял бесов, воскрешал мёртвых, очищал прокажённых, однако лишился Царства Небесного. Знамения не могли спасти его, потому что он был «разбойник, вор и предатель Господа».

## Жизнеописание Иуды Искариота в апокрифах и легендах

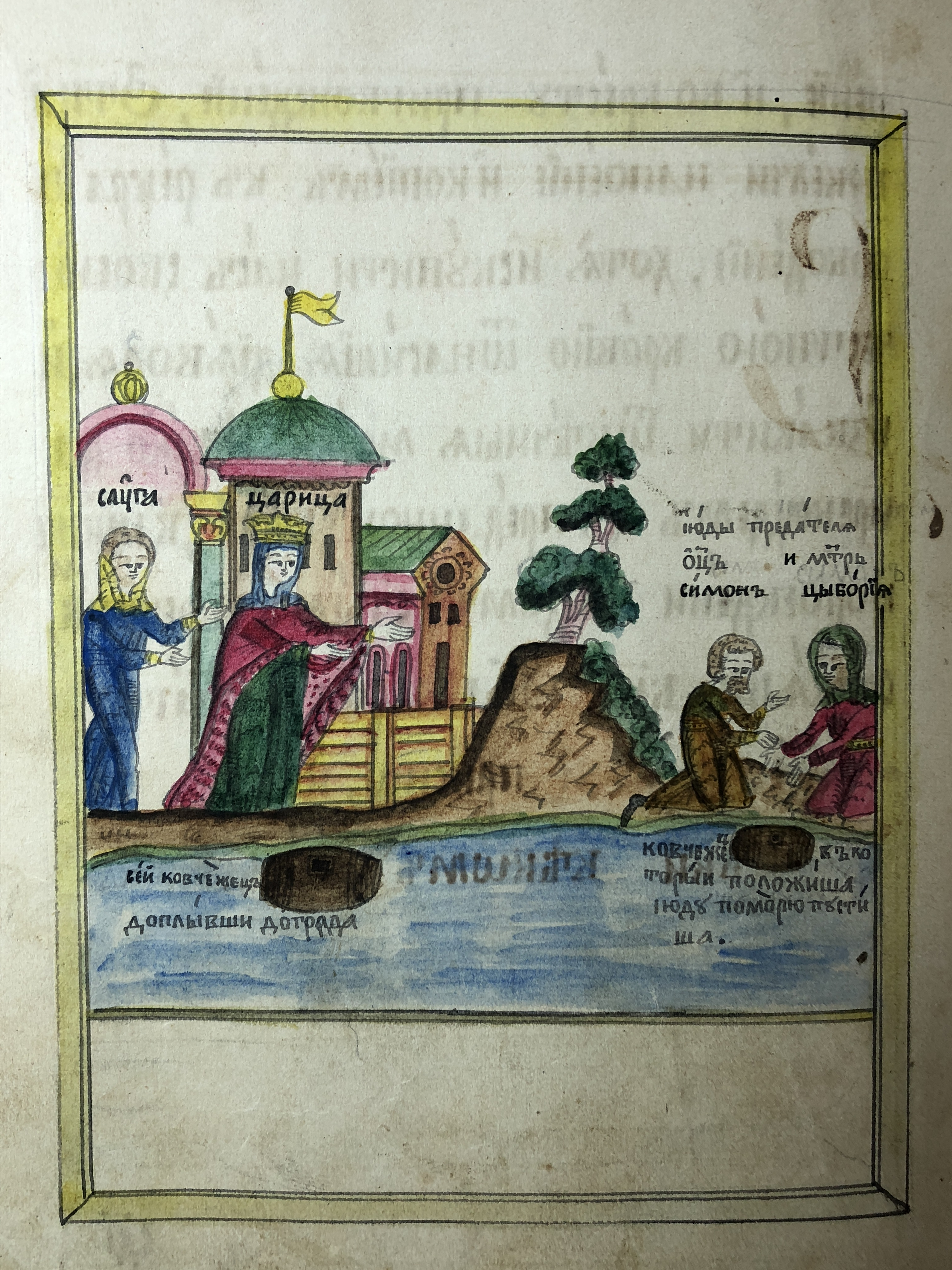
Рождение Иуды (старообрядческая иллюминированная рукопись «Страсти Христовы», 1860-е гг.)

Иуда Искариот родился 1 апреля, рассказывается в поверьях у лужичан и поляков — этот день считается несчастливым.
О молодых годах Иуды Искариота повествует «Сказание Иеронима об Иуде-предателе». Согласно преданию родители Иуды Искариота бросают новорождённого в ковчежце в море, так как видят сон, что их сын станет погибелью для родителей. Через много лет, проведённых на острове Искариот, Иуда возвращается, убивает отца и совершает грех кровосмешения с матерью.
После раскаяния (например, 33 года носил во рту воду на вершину горы и поливал сухую палку, пока она не зацвела), Иуда Искариот был принят в число учеников Христа.
Согласно апокрифу «Арабское евангелие детства Спасителя» (глава 35 [Иуда]) Иуда Искариот жил в одном селении с Иисусом и был одержим сатаной. Когда мать привела его на лечение к маленькому Христу, Иуда, разозлившись, укусил Иисуса за бок, после чего разрыдался и был исцелён. «И тот бок Иисуса, который ему Иуда поранил, иудеи потом копьём пронзили».
О годах апостольства Иуды Искариота народные сказания умалчивают, словно боятся соперничать с рассказами евангелистов, и далее повествуют лишь о погибели предателя. Согласно наиболее распространённой версии, Иуда Искариот удавился на осине или на бузине, по другим поверьям, Иуда хотел повеситься на берёзе, и она от страха побелела; в Польше считают также, что Иуда повесился на рябине. Кровь Иуды Искариота попала на ольху, поэтому её древесина имеет красноватый цвет. По одной из легенд, осина после повешения Иуды стала дрожать от ужаса при малейшем ветерке.
В апокрифическом «Евангелии от Варнавы» говорится, что Господь изменил облик Иуды. Предателя ошибочно казнили вместо Иисуса, а ученики распространили слух о воскрешении Иисуса.
По украинскому поверью, душа Иуды не имеет пристанища даже в аду, скитаясь по земле, она может вселиться в человека, нарушившего пост на Страстной неделе, и вызвать падучую.
Согласно преданию, Иуда был наказан, потеряв зрение из-за чрезмерно разросшихся век; Ф. С. Капица сопоставляет этот легендарный мотив с мифологическим образом Вия.

## Каноническое и неканоническое восприятие Иуды Искариота

### Неоднозначность мотивации предательства

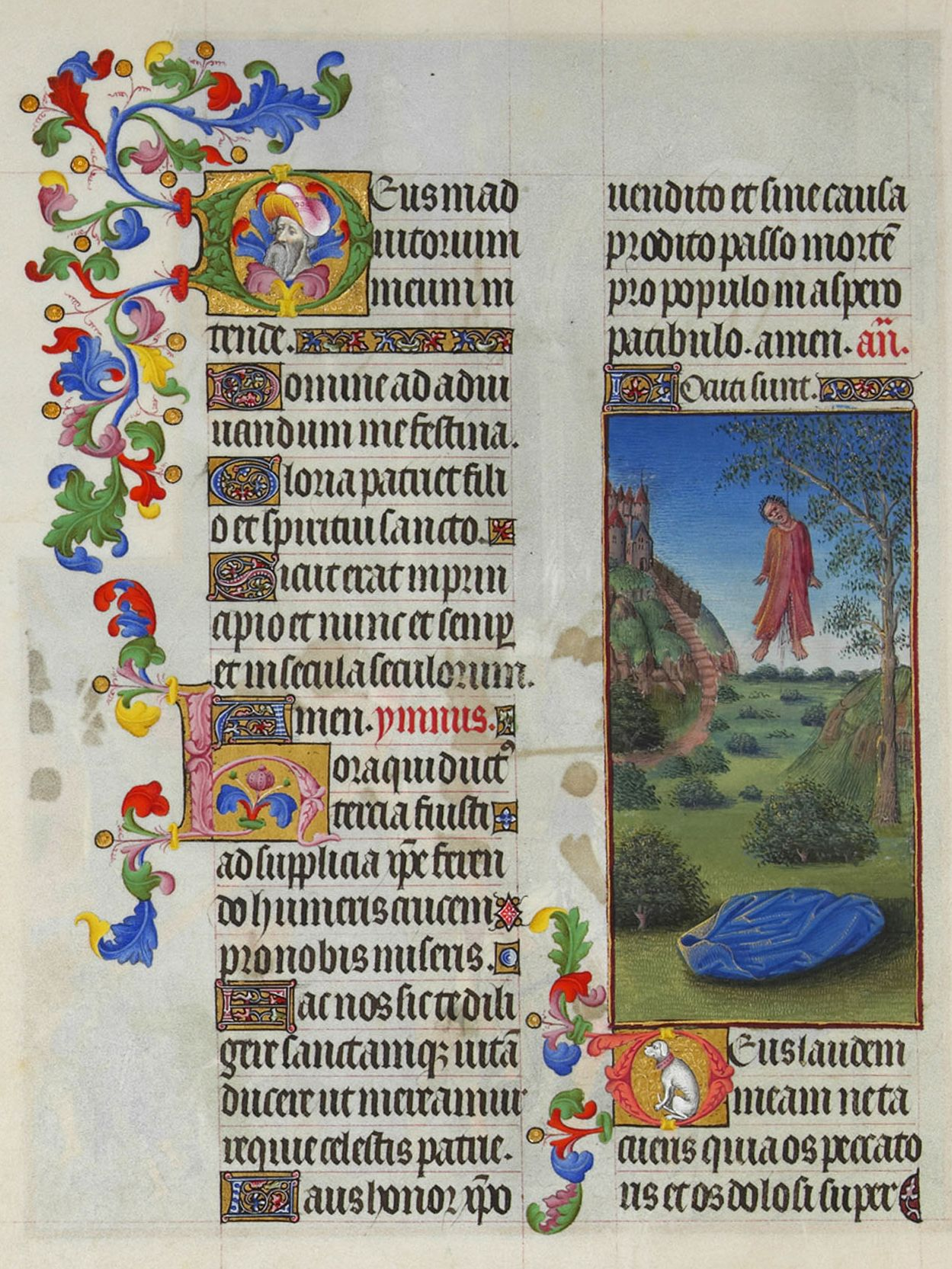
Самоубийство Иуды. Великолепный часослов герцога Беррийского

Каноническими мотивами предательства Иуды считаются: сребролюбие и участие Сатаны. Но богословы не имеют единого мнения:
1. Матфей считает мотивом предательства сребролюбие: «Тогда один из двенадцати, называемый Иуда Искариот, пошёл к первосвященникам и сказал: что вы дадите мне, и я вам предам Его? Они предложили ему тридцать сребреников»[24];
2. Марк тоже настаивает на единственной и главенствующей роли сребролюбия: «И пошёл Иуда Искариот, один из двенадцати, к первосвященникам, чтобы предать Его им. Они же, услышав, обрадовались, и обещали дать ему сребреники»[25];
3. Лука комбинирует, считая мотивом предательства и сребролюбие и участие Сатаны: «Вошёл же сатана в Иуду»[26], «…и он пошёл, и говорил с первосвященниками и начальниками, как Его предать им. Они обрадовались и согласились дать ему денег»[27];
4. Иоанн упоминает об участии Сатаны: «И после сего куска вошёл в него сатана»[28], однако прямо говорит о сребролюбии Иуды, укоренённом в нём до такой степени, что он воровал из общих денег: «Тогда один из учеников Его, Иуда Симонов Искариот, который хотел предать Его, сказал: Для чего бы не продать это миро за триста динариев и не раздать нищим? Сказал же он это не потому, чтобы заботился о нищих, но потому что был вор. Он имел ящик и носил, что туда опускали» (Ин 12:4-6).

М. Д. Муретов в статье «Иуда предатель» приводит пять аргументов против того, чтобы считать сребролюбие «главным и руководительным мотивом в поступке Искариота»:
1. Евангелисты сами «не придают сребролюбию Иуды первенствующего значения, если прямо и ясно указывают на сатану как на главного виновника»;
2. Из рассказов евангелистов «не видно, чтобы предатель ставил на первом плане сребреники»;
3. Иуда довольствовался всего тридцатью сребрениками;
4. Иуда с лёгкостью расстался с деньгами;
5. «Неужели жалкий поклонник золотого кумира» отважился бы на сделку, веря в божественность Иисуса?

В той же статье М. Д. Муретов указывает на три довода, опровергающих мнение, что Сатана управлял Иудой, который не обладал свободой воли:
1. Не ведая, что творит, Иуда не мог тяжело раскаиваться;
2. Перед синедрионом Иуда обвиняет себя, а не Сатану;
3. Иисус предрекает, что будет предан человеком, а не Сатаной.

С конца XIX века выдвинуто множество неканонических версий, пытающихся объяснить мотивы предательства Иуды:
1. Организация бунта против римского гнёта (Феофилакт, Лайтфут Д., Нимейер, Андреев Л. Н., Борхес Х. Л. и др.);
2. Разочарование в учении Иисуса (Муретов М. Д., Брентано Ф.);
3. Самопожертвование (Борхес Х. Л.);
4. Божья воля (Франс А., Борхес Х. Л., Братья Стругацкие);
5. Иуда — тайный агент Рима или синедриона (Булгаков М. А., Пиджаренко A. M., Еськов К. Ю.).
6. Иуда выполняет просьбу Иисуса (Евангелие Иуды; Жозе Сарамаго, «Евангелие от Иисуса»)

### Противоречие о «земле крови»
Из всех евангелистов-синоптиков лишь один Матфей озвучивает сумму в тридцать сребреников, он же сообщает о покупке «земли крови» (Акелдамы) первосвященниками: «Сделав же совещание, купили на них землю горшечника, для погребения странников…». Возможно, Матфей почерпнул разгадку предательства в Книге пророка Захарии: «И скажу им: если угодно вам, то дайте Мне плату Мою; если же нет, — не давайте; и они отвесят в уплату Мне тридцать сребреников. И сказал мне Господь: брось их в церковное хранилище, — высокая цена, в какую они оценили Меня! И взял Я тридцать сребреников и бросил их в дом Господень для горшечника»
Согласно Деяниям Апостолов, Иуда «приобрёл землю неправедною мздою…».
Фонд «Лютеранское наследие» объясняет противоречие следующим образом: землю купили первосвященники, но поскольку они это сделали на деньги Иуды (и, возможно, от его имени), покупка приписывается самому Иуде.

### Плата за предательство

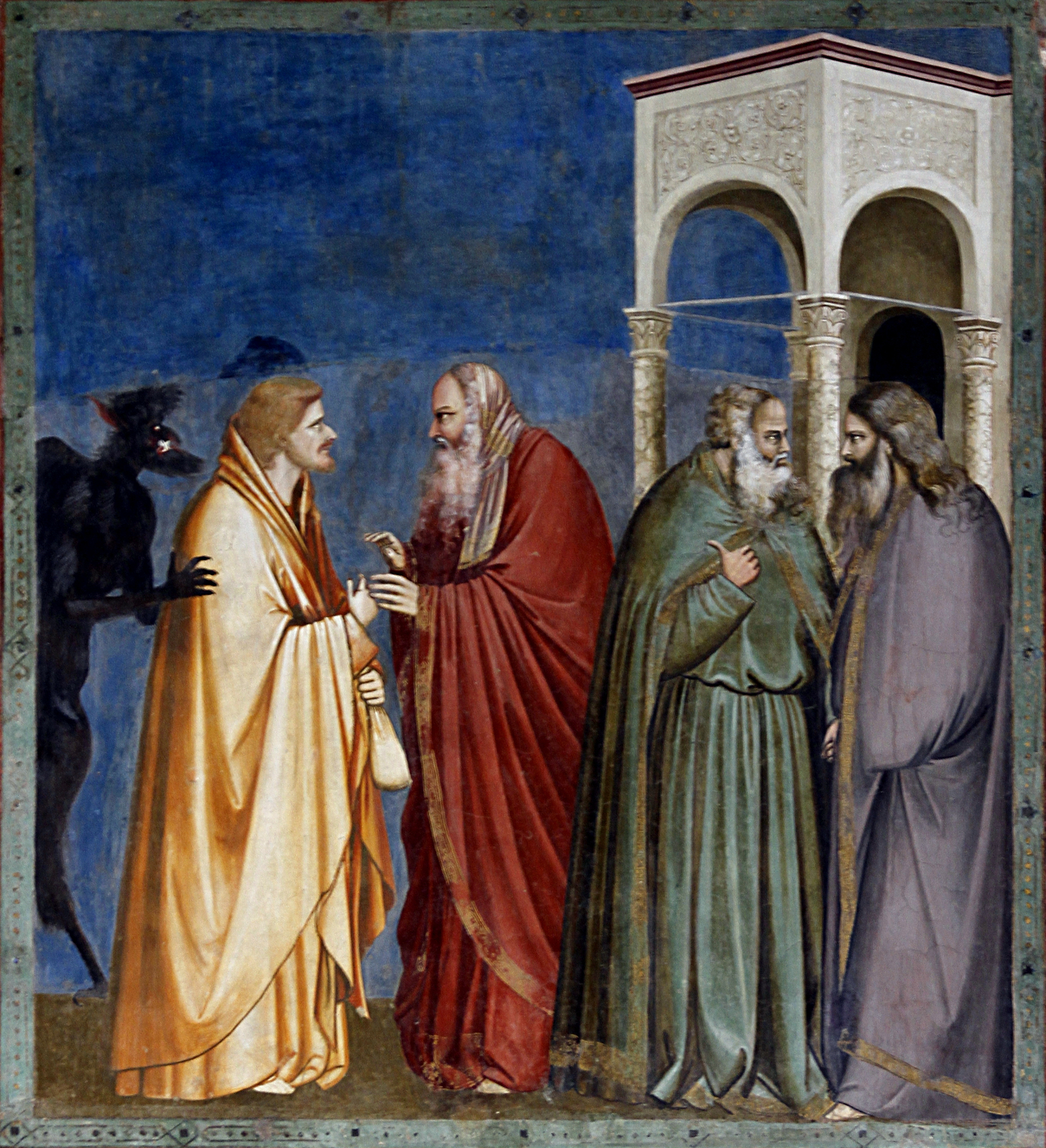
Джотто ди Бондоне. Иуда, получающий плату за предательство

Единственный из евангелистов Матфей утверждает: «Они предложили ему тридцать сребреников». Каноническая версия считает сумму достаточной для предательства, раз на неё можно было приобрести участок земли в черте города.
Шекель (сребреник) равен 4 динариям. Динарий — дневная плата рабочего на винограднике или стоимость хиникса пшеницы (дневного рациона мужчины).
Около 4 месяцев нужно отработать на винограднике, чтобы получить тридцать сребреников. Опять же, миро, которым Мария из Вифании умастила Иисуса, стоило 300 динариев, что равняется 75 сребреникам или чуть меньше года работы на винограднике.

### Противоположность сведений о смерти Иуды Искариота
Канонические версии гибели Иуды Искариота:
1. «…бросив сребреники в храме, он вышел, пошёл и удавился»[38];
2. «…и когда низринулся, расселось чрево его, и выпали все внутренности его»[32].

Марк и Иоанн промолчали о смерти Иуды.
Папий примиряет обе версии, говоря о том, что Иуда повесился, но верёвка оборвалась и он «низринулся» и «расселось чрево его».
Папию же приписывают версию рассказа о том, что Иуда купил землю и дожил до старости, но умер от загадочной болезни (раздулся до чудовищных размеров).

## Иуда Искариот в литературе и искусстве

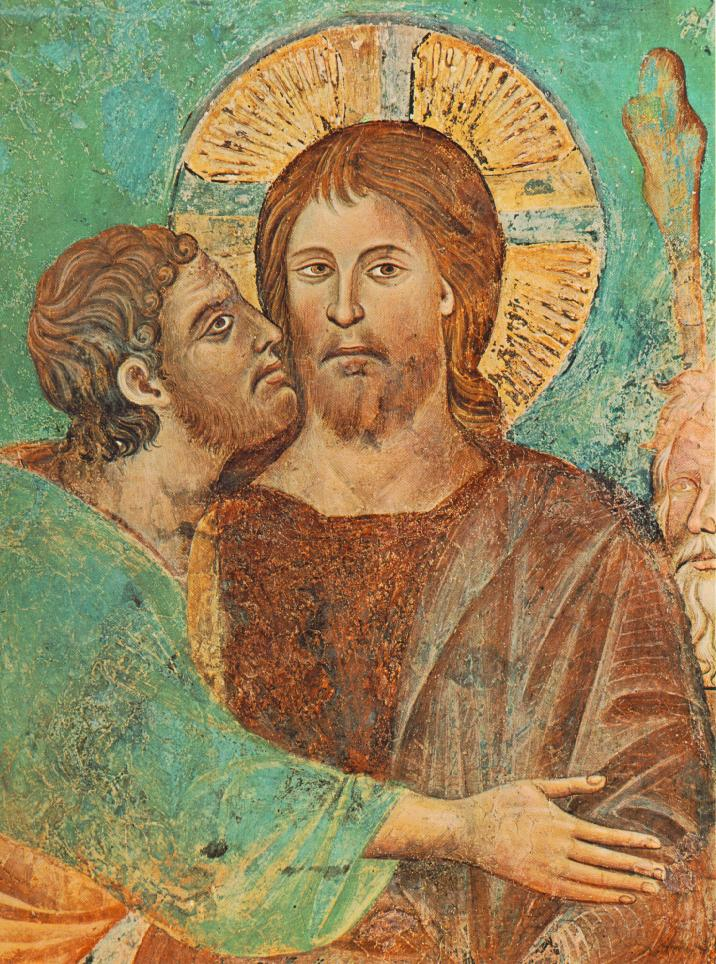
«Поцелуй Иуды»
(Чимабуэ, конец XIII века)

### Живопись

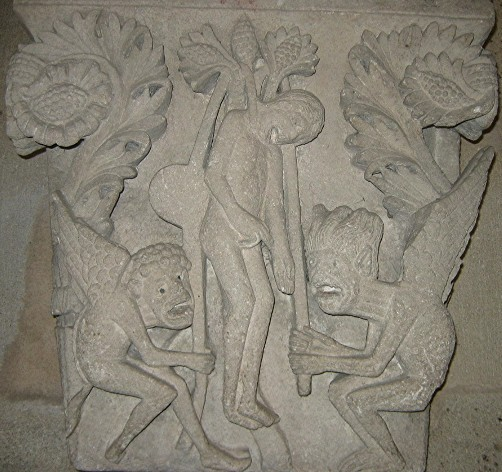
Самоубийство Иуды. Cathédrale Saint-Lazare, Autun.

В европейской иконографии и живописи Иуда Искариот традиционно предстаёт как духовный и физический антипод Иисуса, как на фреске Джотто «Поцелуй Иуды» или на фресках Беато Анджелико, где он изображён с чёрным нимбом над головой. В византийско-русской иконографии Иуда Искариот обычно повёрнут в профиль, как и бесы, чтобы зритель не встретился с ним глазами. В христианской живописи Иуда Искариот изображается темноволосым и смуглым человеком, чаще всего молодым, безбородым человеком, иногда как бы негативным двойником Иоанна Богослова (обычно в сцене тайной вечери). На иконах, называемых «Страшный суд», Иуда Искариот часто изображается сидящим на коленях у сатаны. В искусстве Средневековья и раннего Возрождения на плече Иуды Искариота часто сидит демон, нашёптывающий ему дьявольские слова. Один из распространённейших мотивов в живописи, начиная с эпохи раннего Ренессанса, — повешение Иуды Искариота на дереве; при этом он часто изображается с кишками, выпавшими наружу (эта же деталь была популярной в средневековых мистериях и мираклях). По крайней мере три гравюры Жана Дюве изображают самоубийство Иуды, причины пристального интереса придворного художника и ювелира королей Франциска I и Генриха II к этому достаточно редкому сюжету неизвестны.

### Фильмы
- Фрэнк Гейлор («Игра страсти Обераммергау» «The Passion Play of Oberammergau», США, 1898)
- Джордж Ларкин[англ.] («Священный город[итал.]» «The Holy City», США, 1912)
- Роберт Виньола («От яслей до креста, или Иисус из Назарета» «From the Manger to the Cross», США, 1912)
- Аугусто Мастрипиетри[итал.] («Христос[итал.]» «Christus», Италия, 1916)
- Георг Фасснахт («Галилеянин[нем.]» «Der Galiläer», Германия, 1921)
- Александр Гранах («Иисус Назаретянин, Царь Иудейский» «I.N.R.I.», Германия, 1923)
- Джозеф Шильдкраут («Царь царей» «The King of Kings», США, 1927)
- Лука Гриду[фр.] («Голгофа[фр.]» «Golgotha», Франция, 1935)
- Хосе Пидаль («Иисус из Назарета[исп.]» «Jesús de Nazareth», Мексика, 1942)
- Тито Хунко («Мария Магдалина: Грешница из Магдалы[англ.]» «María Magdalena: Pecadora de Magdala», Мексика, 1946)
- Тито Хунко («Королева королев: Дева Мария[англ.]» «Reina de reinas: La Virgen María», Мексика, 1948)
- Маноло Фабрегас[англ.] («Голгофский мученик[англ.]» «El mártir del Calvario», Мексика, 1952)
- Майкл Ансара («Плащаница» «The Robe», США, 1953)
- Джеймс Гриффит («День триумфа[англ.]» «Day of Triumph», США, 1954)
- Рафаэль Ривеллес[англ.] («Поцелуй Иуды[англ.]» aka «El beso de Judas», Испания, 1954)
- Энтони Джейкобс («Иисус из Назарета» «Jesus of Nazareth», Великобритания, 1956)
- Рип Торн «(Царь царей» «King of Kings», США, 1961)
- Бэрримор, Джон Дрю («Понтий Пилат», 1962)
- Отелло Сестили («Евангелие от Матфея» «II Vangelo secondo Matteo», Италия — Франция, 1964)
- Дэвид Маккаллум («Величайшая из когда-либо рассказанных историй» «The Greatest Story Ever Told», США, 1965)
- Ежи Зельник («Пилат и другие» «Pilatus und Andere, Ein Film für Karfeitag», ФРГ, 1972)
- Карл Андерсон («Иисус Христос — суперзвезда» «Jesus Christ Superstar», США, 1973)
- Рауф Бен Амор[англ.] («Мессия» «Il Messia», Италия — Франция, 1975)
- Иэн Макшейн («Иисус из Назарета» «Gesù di Nazareth», Италия — Великобритания, 1977)
- Эли Данкер («Иисус» «Jesus», США, 1979)
- Харви Кейтель «(Последнее искушение Христа» «The Last Temptation of Christ», Канада — США, 1988)
- Кшиштоф Стельмашик[пол.] («Мастер и Маргарита» «Mistrz i Małgorzata», Польша, 1988)
- Джейсон Картер[англ.] («Инцидент в Иудее[англ.]» «Incident in Judaea», Великобритания, 1991)
- Давид Маннаар[англ.] («Визуальная Библия: Евангелие от Матфея» «The Visual Bible: Matthew», ЮАР, Марокко, США, 1993)
- Константин Закоченко («Визуальная Библия: Деяния святых Апостолов[англ.]» «The Visual Bible: Acts», США, 1994)
- Игорь Верник («Мастер и Маргарита», Россия, 1994)
- Томас Локьер («Библейские сказания: Иисус. Бог и человек[англ.]» «Jesus», Италия — США, 1999)
- Жером Прадон[фр.] («Иисус Христос — суперзвезда» «Jesus Christ Superstar», Австралия, 2000)
- Джерард Батлер («Дракула 2000» «Dracula 2000», США, 2000)
- Энрико Ло Версо[итал.] («Библейские сказания: Иуда[итал.]» «Gli amaci di Gesù — Giuda», Италия — Германия, 2001)
- Алан Ван Спранг («Евангелие от Иоанна» «The Vizual Bible: The Gospel of John», Великобритания — Канада, 2003)
- Джонатон Шек («Иуда[англ.]» «Judas», США, 2004)
- Лука Лионелло «(Страсти Христовы» «The Passion of the Christ», США, 2004)
- Исследуются мотивы поступка в фильме Фолькера Шлёндорфа (Девятый день, 2004)
- Дмитрий Нагиев («Мастер и Маргарита», Россия, 2005)
- Мортеза Зарраби «(Мессия» «The Messiah», Иран, 2007)
- Пол Николлс («Страсть[англ.]» «The Passion», Великобритания, 2008)
- Маттео Бранчаморе[итал.] («Варавва[итал.]» «Barabba», Италия — США, 2012)
- Николай Кински («Мария из Назарета[англ.]» «Maria di Nazaret», Италия, 2012)
- Джо Вредден («Библия» «The Bible», США, 2013)
- Алексей Шевченков («Иуда», Россия, 2013)
- Джо Вредден («Сын Божий» «Son of God», США, 2014)
- Чезаре Таурази[исп.] («Наша эра. Продолжение Библии[англ.]» «A.D. The Bible Continues», США, 2015)
- Джо Дойл («Убийство Иисуса[англ.]» «Killing Jesus», США, 2015)
- Тахар Рахим («Мария Магдалина» «Mary Magdalene», Великобритания — США — Австралия, 2018)
- Андрей Чаквитая («Варавва», Россия, 2018)
- Брэндон Виктор Диксон («Иисус Христос — суперзвезда[англ.]» «Jesus Christ Superstar Live in Concert», США, 2018)
- Сантьяго Рамундо[фр.] («Иисус из Назарета[фр.]» «Jesús de Nazareth», Мексика, 2019)
- Абин Галейа[англ.] («Иисус: Его жизнь[англ.]» «Jesus: His Life», Великобритания, 2019)

### Театральные постановки
- «Иуда» — постановка Московского драматического театра «Модерн» (Москва, Россия) 2023[41]

### Музыка
- Judas Iscariot — американская блэк-метал-группа
- Judas Priest — британская рок-группа
- Judas — седьмой студийный альбом немецкой группы Lord of the Lost
- Judas Christ — седьмой студийный альбом группы Tiamat
- Judas — второй сингл Леди Гаги из альбома «Born This Way»
- Judas — песня немецкой группы Dschinghis Khan (пятнадцатый сингл из альбома «The Jubilee Album»[42])
- Judas — песня британской группы Depeche Mode (альбом Songs of faith and devotion 1993 год)
- Молитва Иуды — песня российской группы Ольви (четвёртый сингл альбома Последнее небо)
- Ария Иуды — рок-опера Э. Л. Веббера «Иисус Христос — суперзвезда»
- «Иуда» — песня российской группы Чёрный кузнец, российской группы Пилигрим, российской фолк-бард исполнительницы Йовин (сингл из альбома «Rosa Alba — Новый день»), российской группы Animal ДжаZ
- Иуда будет в раю — песня группы Гражданская оборона
- Judas Be My Guide — песня британской группы Iron Maiden (сингл из альбома «Fear Of The Dark» 1992 года)
- Монолог Иуды — песня бардов Вадим Мищук и Валерий Мищук на стихи Михаила Квливидзе в переводе Евгения Евтушенко
- The Kiss Of Judas — песня финской группы Stratovarius (1997 год)
- The Judas Kiss — песня американской треш-метал группы Metallica
- Поцелуй Иуды — песня российской группы Korea
- Judas — mini-LP германской power-metal группы Helloween
- Words Of Judas — песня испанской Harsh EBM формации Dioxyde c одноимённого альбома (2006 год.)
- Please Don`t Judas Me — песня шотландской группы Nazareth с альбома Hair Of The Dog (1975 год.)
- Judaskuss — песня немецкой фолк-метал группы Subway to Sally
- В песне ирландской рок-группы U2 «Until The End Of The World» в иносказательной форме описывается история взаимоотношений Иуды и Христа.
- Blitzkid — Horror Punk группа 6 студийный альбом Apparitional (2011) песня под номером 14 (The Iscariot)
- «Иуда» — песня российского хип-хоп исполнителя Хаски
- «Иуда» — песня российского рэп исполнителя Twink Ling

### Публикации об установке памятников Иуде
Существуют противоречивые свидетельства о воздвижении памятников Иуде на территории РСФСР в первые годы Советской власти.
В 1917—1923 годах об установке памятников Иуде в Советской России писали некоторые белогвардейские и эмигрантские газеты.
В июле 1919 года газета «Известия Петроградского Совета рабочих и красноармейских депутатов» в статье под заголовком «Крестовый поход против рабочих и крестьян» перепечатала (со своими комментариями) выдержки из колчаковских газет «Сибирский стрелок» и «Великая Россия». Перепечатка (из газеты «Великая Россия» № 41) о решении установить памятник Иуде в Тамбове была оставлена редакцией без комментариев:
«Памятник Иуде Искариотскому». Омск, 5 мая. По словам Советских газет исполком тамбовского Совета постановил поставить в Тамбове памятник «Иуде Искариотскому».

В те же годы об установке памятника Иуде в Свияжске писали в своих воспоминаниях датский дипломат Хеннинг Келер и писатель-эмигрант А. Вараксин, которые утверждают, что были свидетелями установки памятника Иуде в Свияжске в августе 1918 года. Выдержки из книги Х. Келера о памятнике Иуде в Свияжске были опубликованы в 1920-х годах в английских и французских газетах — и ни Лев Троцкий, ни Всеволод Вишневский, ни Демьян Бедный (бывшие в августе 1918 года в Свияжске) эти публикации не опровергали.
Бунин заметил в 1924 году:
Планетарный же злодей, осененный знаменем с издевательским призывом к свободе, братству и равенству, высоко сидел на шее русского дикаря и весь мир призывал в грязь топтать совесть, стыд, любовь, милосердие, в прах дробить скрижали Моисея и Христа, ставить памятники Иуде и Каину, учить «Семь заповедей Ленина» 